# Galagali, Bilgi
Galagali là một làng thuộc tehsil Bilgi, huyện Bagalkot, bang Karnataka, Ấn Độ.